# Руриций Помпеян
Руриций Помпеян (на латински: Ruricius Pompeianus; † 312, Верона) е късно-римски офицер.

Той е преториански префект и комадир на кавалерията и пехотата при Максенций, който управлява през 312 г. Италия и (формално) в Африка. През (вер. пролетта) 312 г. Константин пресича Алпите за Италия с войска от около 40 000 души. В битка при Торино и малко по-късно при Бреша той побеждава войската на Максенций, който има обаче в Северозапада друга войска под командването на Руриций Помпеян. Помпеян е в силната крепост Верона, Константин обкражава града. Помпеян успява да избяга и се връща с друга войска. Пред стените на Верона се стига до битка през август 312 г. Константин има пълен успех. Помпеян пада убит в боевете, неговата войска е победена и град Верона отваря вратите си.